# Mugalari

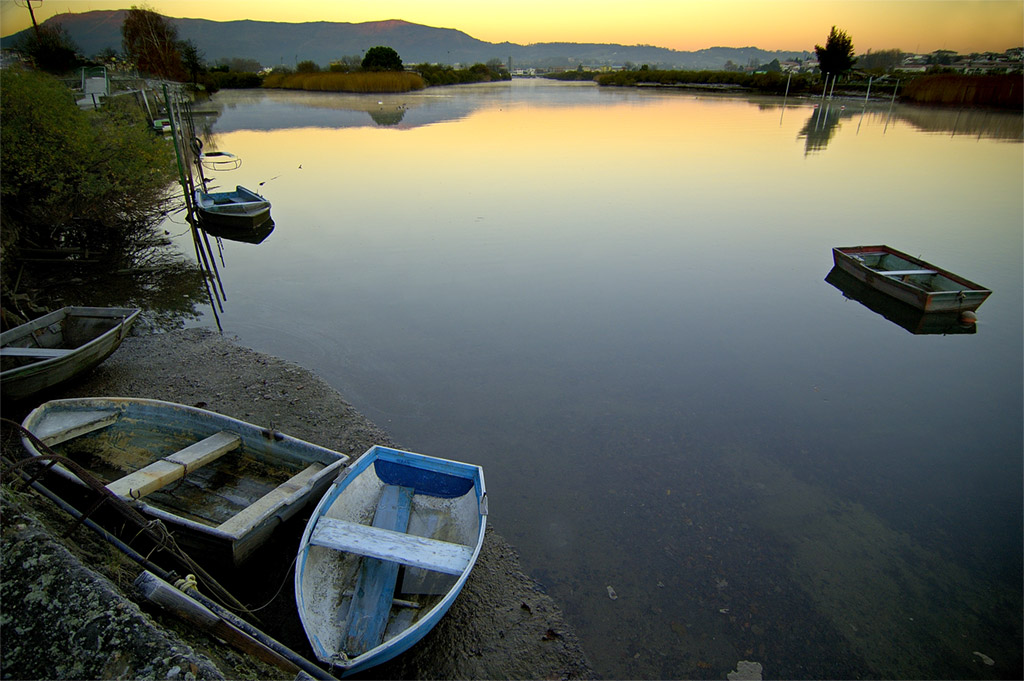
El río Bidasoa, a su paso por Irún, marca la línea fronteriza entre España y Francia.

Mugalari es una expresión en euskera que designaba a una persona que ayuda a cruzar la frontera entre España y Francia a otra u otras que están siendo perseguidas por motivos políticos. Muga es «frontera» en euskera; es decir, que el término indicaría a aquel que vive en zona fronteriza, y por extensión a los contrabandistas, cuyas actividades de tráfico de perseguidos políticos fueron muy frecuentes durante la guerra civil española y en la Segunda Guerra Mundial, donde se destaca su colaboración en bando aliado y, finalmente, en la lucha contra el franquismo. El término muga se aplicó con posterioridad al aparato dentro de la organización terrorista ETA encargado de la logística de personas y materiales entre España y Francia.
El periódico Gara publicó durante algunos meses un suplemento cultural con este nombre.